# Begoña
Begoña es el distrito número 4 correspondiente a las divisiones administrativas de Bilbao, España. Se divide en los barrios de Begoña, Bolueta y Santuchu.
En 1300 se fundó la villa de Bilbao en una porción de tierra junto al Nervión-Ibaizábal que hasta entonces había pertenecido a Begoña. Bilbao creció en población, poder económico y político y, en 1925, acabó anexionando la anteiglesia de Begoña.

Escudo de la antigua anteiglesia de Begoña.

Su principal seña de identidad es la basílica de Nuestra Señora de Begoña, patrona de Vizcaya, y que da origen al nombre propio femenino "Begoña".

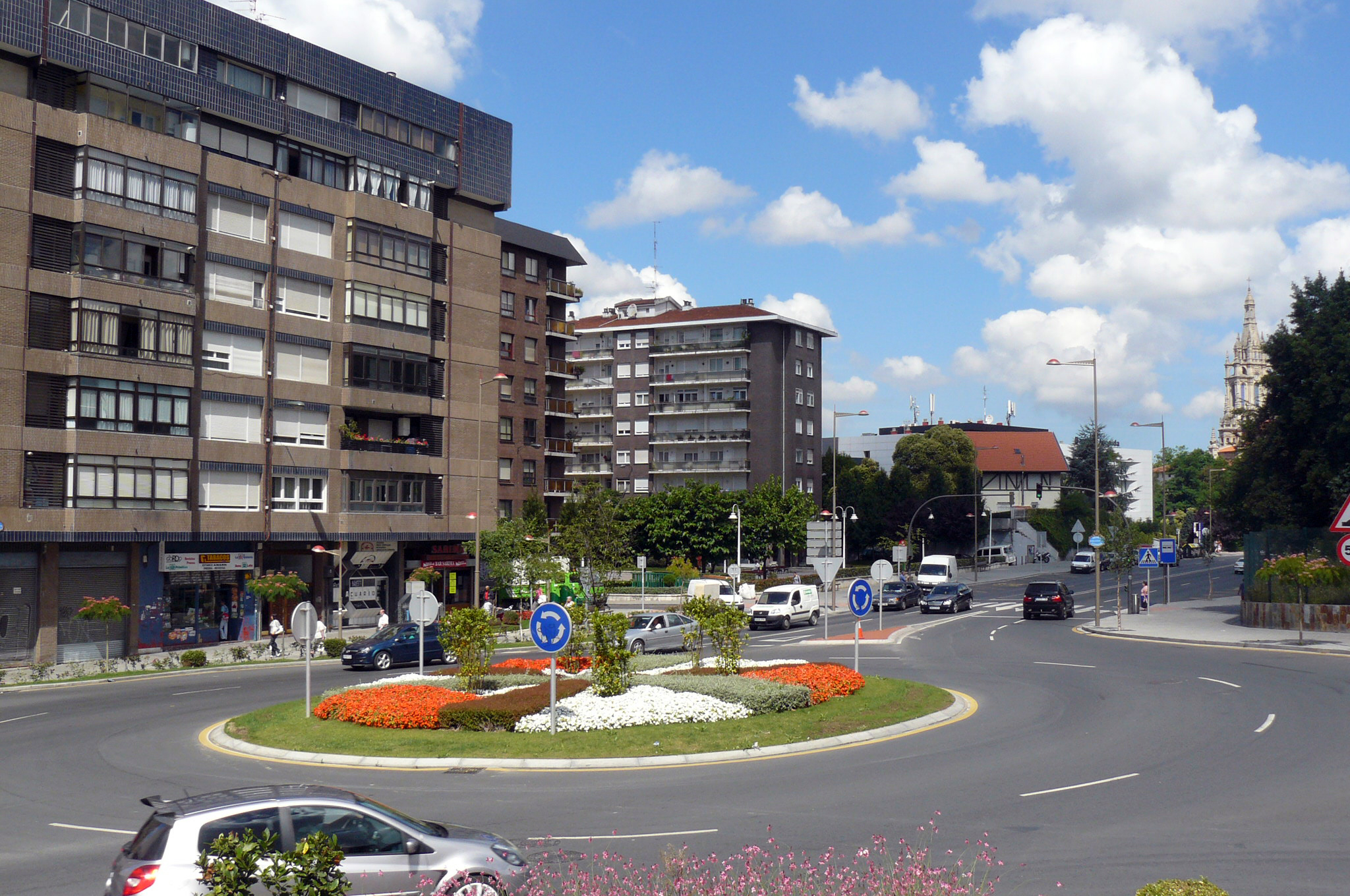
Rotonda en la avenida Zumalacárregui. A la derecha se ve el campanario de la basílica

La basílica de Begoña es gran centro de devoción de muchos vizcaínos, y bilbaínos en particular. Fue utilizada por estos últimos como puesto avanzado de observación y baluarte en los diferentes sitios a los que Bilbao se vio sometida en la primera y tercera guerra carlistas, siendo punto de partida de la bala que acabó con la vida del general sitiador Tomás de Zumalacárregui en el primer asalto carlista a la villa. En ambas guerras la basílica fue cañoneada profusamente, causando graves desperfectos a su torre y tejados, pero debido al grosor y robustez de sus paredes de piedra nunca fue tomada por los soldados sitiadores en ninguno de los asedios.

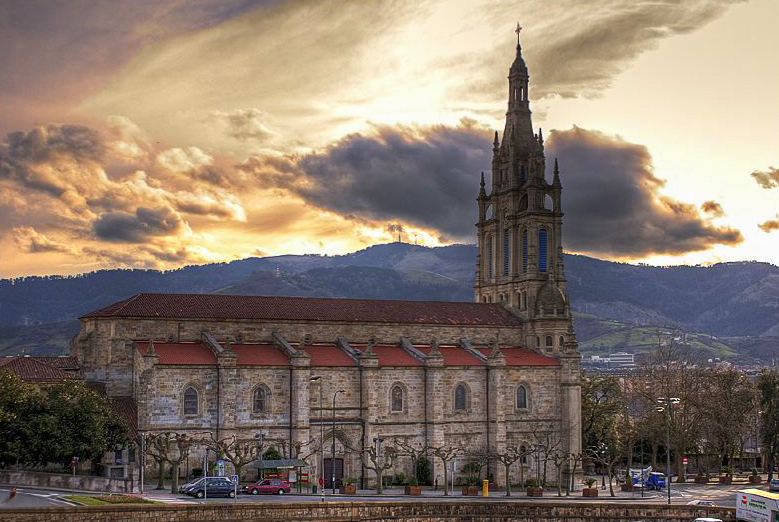
Basílica de nuestra señora de Begoña, en Bilbao.

La festividad de Begoña se celebra los días 15 de agosto (Nuestra Señora) y principalmente el 11 de octubre, coincidiendo con la declaración canónica de la Virgen de Begoña como patrona de Vizcaya por parte del papa Pío X en 1903.

## Toponimia
El nombre original se ha reconstruido como Vecunia, testimoniado en una inscripción latina extraviada, que fue documentada en el siglo XVI. Esta decía Vecunienses hoc munierunt, «los vecunienses han construido esto». En la propia Begoña no hay restos, pero esta podría corresponder al sitio de la actual basílica, a Bilbao la Vieja (que preexistía a la fundación medieval), como a otras partes de la margen oriental del Nervión. Sobre su significado según la tradición local, el término Begoña proviene de una anécdota. Parece ser que la imagen de la Virgen fue hallada en la zona enterrada, de ahí vendría el nombre: Bego (debajo) oña (pie). También se han dado otras explicaciones del nombre en euskera vizcaíno. No obstante su origen parece ser celta y el actual final en "-oña" significaría "curso de agua", comparable al de Bedunia (León), Iguña (Cantabria), Oruña (Cantabria), Orduña (Vizcaya) y el río Pisueña, afluente del Pas, también en Cantabria.

## Geografía humana

### Demografía
| Gráfica de evolución demográfica de Begoña entre 1842 y 1920 |
| |
| Población de derecho según los censos de población del INE Población de hecho según los censos de población del INEEntre el censo de 1930 y el anterior, este municipio desaparece porque se integra en el municipio 48020 (Bilbao) |

### Metro Bilbao
Las siguientes estaciones de las líneas  y  de Metro pasan por Begoña:
- Casco Viejo (sólo salida Begoña)

- Santutxu

- Basarrate

- Estación de Bolueta

### EuskoTren
La estación de Bolueta de las Líneas 1, 1D y 3 de EuskoTren se encuentra en el distrito de Begoña.

### Bilbobus
Líneas por Begoña:
| Línea | Recorrido                      | Frecuencia (minutos) |
| ----- | ------------------------------ | -------------------- |
| 03    | Ocharcoaga - Plaza Circular    | 10                   |
| 13    | San Ignacio - Churdínaga       | 12                   |
| 27    | Arabella - Betolaza            | 15                   |
| 30    | Churdínaga - Miribilla         | 15                   |
| 38    | Ocharcoaga - Bilbao Intermodal | 15                   |
| 40    | La Peña - Plaza Circular       | 12                   |
| 48    | Santuchu - Lezeaga             | 15                   |
| 62    | Sagrado Corazón - Arabella     | 20                   |
| A1    | Asunción - Plaza Circular      | 60                   |
| A5    | Prim - Plaza Circular          | 30                   |
| A7    | Archanda - Arenal              | 60                   |
| A9    | Hospital Santa Marina - Abando | 60                   |
| G1    | Arabella - Plaza Circular      | 30                   |
| G2    | Ocharcoaga - Plaza Circular    | 30                   |

## Política

### Elecciones municipales 2011
Los resultados de las elecciones municipales de 2011 a la alcaldía de Bilbao en el barrio de Begoña fueron los siguientes:
1. EAJ-PNV: 9087 votos.
2. PSE-EE: 3362 votos.
3. PP: 3219 votos.
4. BILDU: 3217 votos.
5. ARALAR: 367 votos.